# Terminal aeroportuale
Un terminal aeroportuale, o aerostazione (detto spesso semplicemente terminal o anche, meno comunemente, terminale), è un edificio dell'aeroporto che permette il trasferimento dei passeggeri dal sistema di trasporto terrestre a quello aeronautico e viceversa.
All'interno del terminal, i passeggeri acquistano i biglietti, trasferiscono i loro bagagli, e passano i controlli di sicurezza. Gli edifici che forniscono accesso agli aerei (tramite i gates) sono in genere chiamati moli. Tuttavia, i termini «terminal» e «molo» vengono talvolta usati in modo intercambiabile, a seconda della configurazione dell'aeroporto.
Gli aeroporti più piccoli hanno un solo terminal mentre gli aeroporti più grandi hanno più terminali o moli. Nei piccoli aeroporti l'edificio singolo terminale serve tipicamente tutte le funzioni di un terminal e un molo.
Alcuni aeroporti più grandi hanno un terminal che è collegato a più moli tramite passerelle, sky-ponti o tunnel sotterranei (come al Denver International Airport). Alcuni aeroporti più grandi hanno più di un terminal, ciascuno con uno o più moli (come il JFK di New York). Ancora altri aeroporti più grandi hanno più terminal, ciascuno dei quali incorpora le funzioni di un molo (come al Dallas / Fort Worth International Airport).
Secondo la Frommers, la maggior parte dei terminal aeroportuali sono costruiti in uno stile semplice, fatti in cemento negli anni 1960 e 1970 poi passati al vetro negli anni 1980 e 1990. Tuttavia, alcuni, come l'aeroporto internazionale di Baghdad, sono monumentali, mentre altri sono considerati capolavori architettonici, come il Terminal 1 dell'aeroporto Charles de Gaulle vicino a Parigi o il Terminal 5 all'aeroporto JFK di New York. Alcuni sono progettati per riflettere la cultura di una zona particolare, alcuni esempi che sono il terminal dell'Aeroporto internazionale di Albuquerque in Nuovo Messico, che è stato progettato in stile Pueblo Revival popolare dall'architetto John Gaw Meem, così come il terminal di Bahías de Huatulco - Aeroporto Internazionale di Huatulco, Oaxaca, in Messico, che presenta alcune palapas che sono interconnesse per formare il terminal dell'aeroporto.

## Caratteristiche

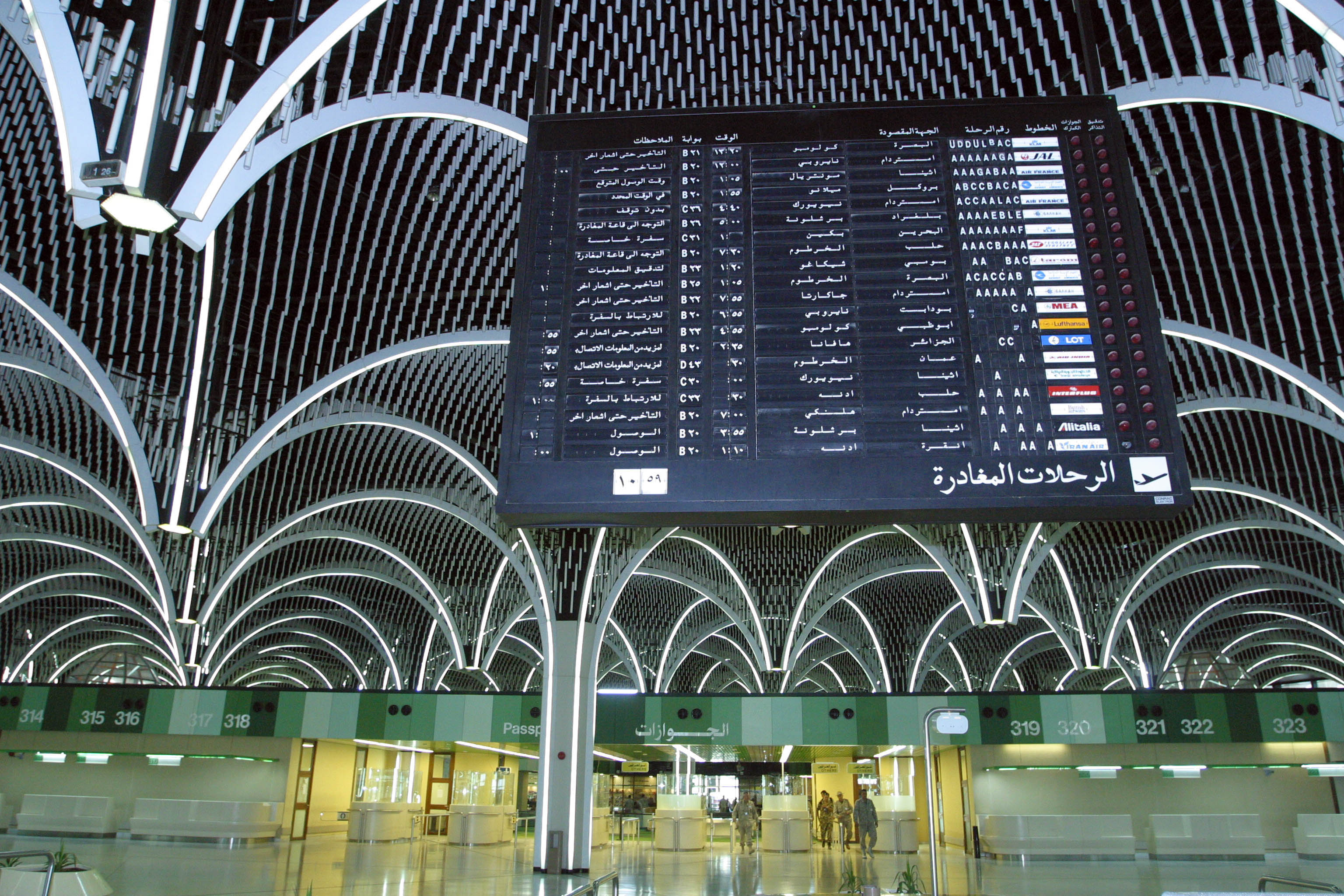
Vista interna del terminal dell'aeroporto internazionale di Baghdad, dove si può vedere il FIDS di fronte ai banchi del check-in e di controllo passaporti.

Il terminal di un grande aeroporto civile moderno contiene al suo interno tutto quello che serve per le operazioni di imbarco e sbarco dei passeggeri, dai banchi dell'accettazione alle postazioni di controllo dei documenti e di imbarco, dalla dogana (nel caso di aeroporti internazionali) ai servizi relativi ai bagagli. Per rendere più piacevole l'attesa dei voli, all'interno della struttura, sono sempre presenti anche servizi accessori come bar, ristoranti, negozi e, nel caso di aeroporti internazionali, negozi duty free.
Esso può essere collegato, agli aeromobili sui piazzali di parcheggio, tramite passerelle mobili coperte che consentono un facile accesso dei passeggeri ai velivoli, o da servizi di bus interni che trasferiscano i passeggeri nelle vicinanze degli aerei onde consentirne l'imbarco tramite apposite scale.

## Collegamenti e servizi
Nei pressi dell'accesso del terminal si trovano aree di parcheggio per le auto dei passeggeri in partenza, fermate d'autobus e di taxi, talvolta stazioni ferroviarie o metropolitane per consentire un collegamento veloce con le località più prossime.